# Mika Newton
Mika Newton (in ucraino Мiка Ньютон?, Mika N'juton), pseudonimo di Oksana Stefanivna Hrycaj (in ucraino Оксана Стефанівна Грицай?; Burštyn, 5 marzo 1986), è una cantante ucraina.

## Discografia
- 2005 – Anomalija
- 2006 – Tëplaja reka
- 2010 – Vyše, čem ljubov'

## Filmografia
- 2006 – Žizn' vrasploch
- 2007 – Den'gi dlja dočeri